# Gorilla Monsoon
Pour les articles homonymes, voir Gorilla Monsoon (groupe).
Robert James « Gino » Marella (né le 4 juin 1937 et mort le 6 octobre 1999), plus connu sous le nom de ring de Gorilla Monsoon, est un catcheur (lutteur professionnel) et commentateur de catch américain.
Il est un très bon lutteur à l'université et termine second du championnat  NCAA en 1959 avant de devenir catcheur.
Il se lance dans le catch en 1960 et lutte d'abord sous son véritable nom avant de se laisser pousser la barbe et de se faire appeler Gorilla Monsoon. Il se fait connaitre à la World Wide Wrestling Federation où il est un des principaux rivaux de Bruno Sammartino entre 1963 et 1969. Il est aussi un des cofondateurs du World Wrestling Council, une fédération de catch porto-ricaine très connue.
Au début des années 1980, il devient commentateur puis incarne à l'écran le président de la World  Wrestling Federation dans les années 1990.

## Jeunesse
Marella grandit à Rochester et pratique de nombreux sports au lycée. Il est notamment lutteur, joueur de l'équipe de baseball et lanceur de disques. Après le lycée, il étudie à l'Ithaca College (en) où il fait partie de l'équipe de lutte. Il se distingue dans ce sport en terminant 2e du championnat universitaire NCAA en 1959 en plus d'établir divers records en athlétisme,. 
En 1973, l'Ithaca College le récompense en le faisant entrer dans son Hall of Fame.

## Carrière de lutteur
Marella entre à la Jefferson High School à Rochester, dans l’État de New York et devient un athlète remarquable en football américain, en lutte et en athlétisme. Il pèse environ 136 kilos et est appelé « Tiny » par ses coéquipiers.

## Carrière de catcheur

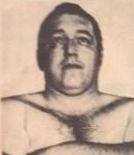
Gorilla Monsoon dans un programme de catch du 25 janvier 1975

### Débuts dans l'État de New York (1960-1963)
Marella commence sa carrière de catcheur à Rochester sous son véritable nom. Il est à l'époque un babyface et lutte un peu partout aux États-Unis ainsi qu'au Canada où il travaille essentiellement à la Stampede Wrestling. Il part au Japon en 1963 où il rencontre Killer Kowalski.

### World Wide Wrestling Federation / World Wrestling Federation(1963-...)
De retour du Japon, Killer Kowalski parle de Marella à Bobby Davis, un des managers de la World Wide Wrestling Federation. Davis trouve Marella rapide et agile sur le ring et recommande à Vince McMahon, Sr. de l'engager.

## Hall of Fame (1994)
Marella est introduit au WWF Hall of Fame 1994.

## Palmarès
- World Championship Wrestling (Australie) (WCW)
  - 1 fois champion du monde poids lourd de l'International Wrestling Alliance (IWA)[7]
- World Wrestling Alliance (WWA)
  - 1 fois champion du monde par équipes de la WWA avec Luke Graham[8]

- World Wide Wrestling Federation / World Wrestling Entertainement (WWWF / WWE)
  - 2 fois champion des États-Unis par équipes de la WWWF avec Killer Kowalski puis Bill Watts[9]
  - Membre du WWE Hall of Fame (1994)